# اچ‌ام‌اس سراپیس (۱۸۶۶)
اچ‌ام‌اس سراپیس (۱۸۶۶) (به انگلیسی: HMS Serapis (1866)) یک کشتی بود که طول آن ۳۶۰ فوت (۱۰۹٫۷ متر) بود. این کشتی در سال ۱۸۶۶ ساخته شد.